# Usjev
Usjev ili poljoprivredna kultura naziv je za biljke koje su kultivirane, tj. obrađivane u svrhu proizvodnje hrane za ljude ili stoku, goriva, industrijske sirovine ili u druge svrhe. Plod koji se dobiva putem žetve se naziva prinos.